# Фатегпур-Сікрі
Фатегпур-Сікрі (англ. Fatehpur Sikri, гінді फतेहपुर सीकरी, урду فتحپور سیکری) — місто в окрузі Аґра індійського штату Уттар-Прадеш. Місто було столицею Імперії Великих Моголів під час правління Акбара Великого в 1571—1585 роках, але потім втратило статус столиці, ймовірно через нестачу питної води. З 1986 року стародавнє місто є об'єктом Світової спадщини ЮНЕСКО.

## Галерея

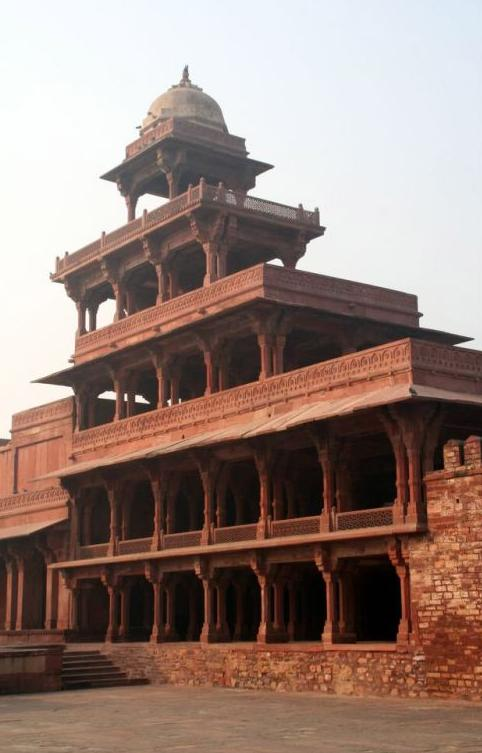
П'ятиповерховий Панч-Магал
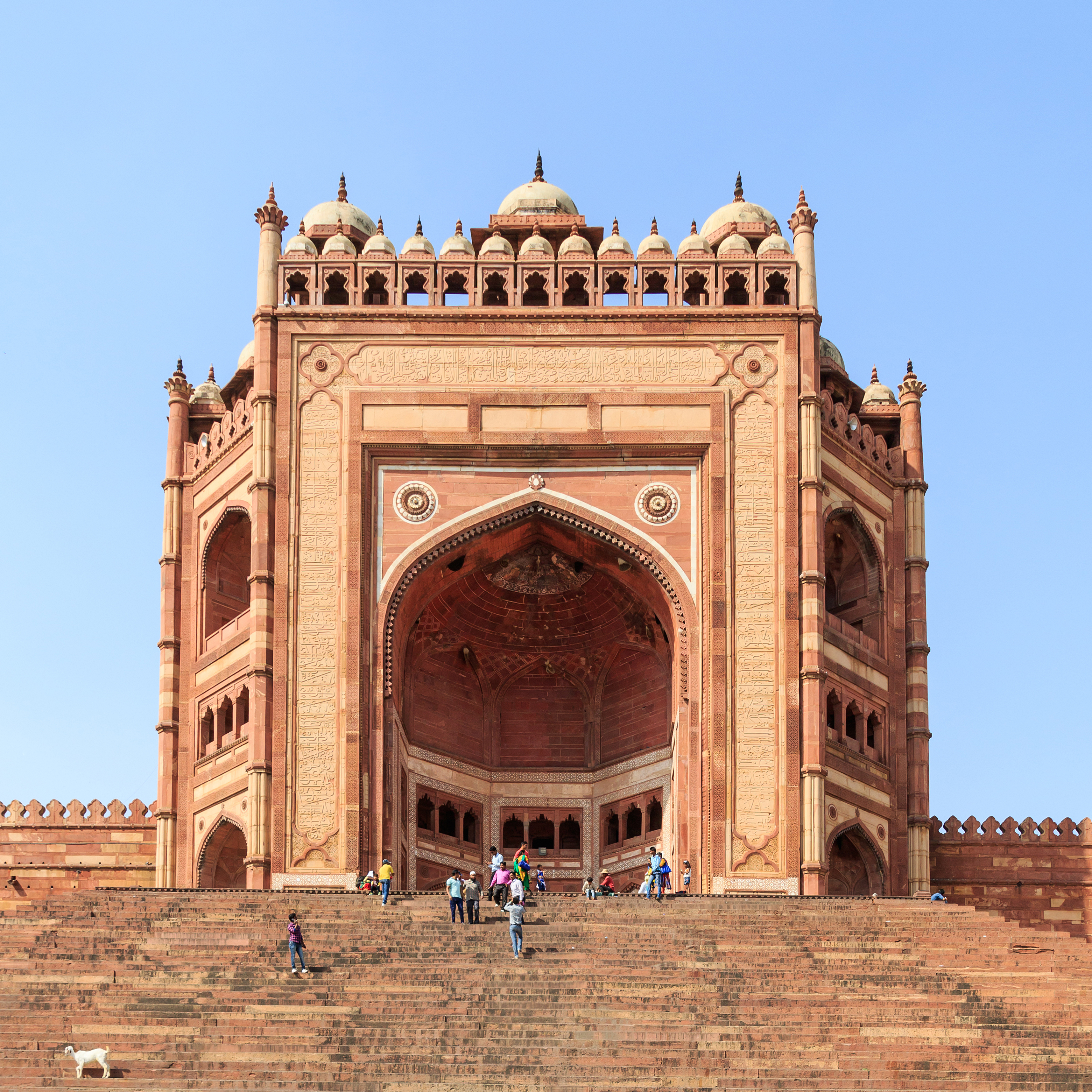
Буланд-Дарваза
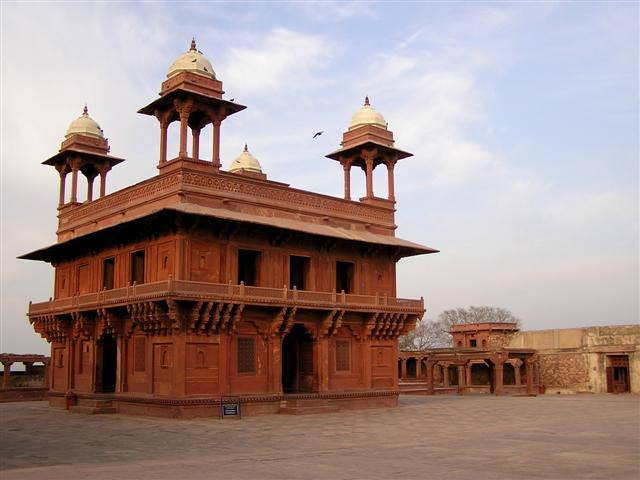
Діван-і-Гас